# Mariusz Bieniek (matematyk)
Mariusz Paweł Bieniek – polski matematyk, doktor habilitowany nauk matematycznych, profesor Uniwersytetu Marii Curie-Skłodowskiej w Lublinie, specjalista od probabilistyki oraz statystyki matematycznej.

## Kariera naukowa
W 1999 roku na Uniwersytecie Marii Curie-Skłodowskiej w Lublinie uzyskał tytuł magistra matematyki. W tym samym roku został zatrudniony na tejże uczelni, a w 2004 roku na jej Wydziale Matematyki, Fizyki i Informatyki uzyskał stopień doktora nauk matematycznych w zakresie matematyki na podstawie rozprawy pt. Analityczne i asymptotyczne własności wartości rekordowych i uogólnionych statystyk porządkowych, której promotorem był prof. Dominik Szynal. W 2008 roku rozpoczął pracę na Akademii Zamojskiej, którą zakończył w 2014 roku. W 2016 roku ten sam wydział nadał mu stopień doktora habilitowanego nauk matematycznych w dyscyplinie matematyki na podstawie pracy pt. Optymalne oszacowania wybranych funkcjonałów uogólnionych statystyk porządkowych.